# 27. červen
27. červen je 178. den roku podle gregoriánského kalendáře (179. v přestupném roce). Do konce roku zbývá 187 dní. Svátek mají Ladislav a Ladislava.

## Události

### Česko
- 1857 – Karel Sabina byl na amnestii propuštěn z olomouckého vězení, kde si měl odsedět 18 let za přípravy povstání.
- 1866
  - Prusko-rakouská válka: generál Ludwig von Gablenz porazil v bitvě u Trutnova část pruské armády a dosáhl tak jediného rakouského vítězství konfliktu.
  - Prusko-rakouská válka: pruský V. armádní sbor generála pěchoty Karla von Steinmetze a rakouský VI. armádní sbor podmaršálka Viléma Ramminga se utkaly v bitvě u Náchoda.
- 1906 – V Bubenči začala fungovat první pražská čistička odpadních vod, zatím jen mechanická.
- 1914 – V Brně začal všesokolský slet České obce sokolské, kterého se účastnily nejen domácí sokolské jednoty, ale i Sokol pařížský, slovinský, srbský, americký, jednota z ruské Jekatěrinoslavi a z Pešti. Již následující den byl ukončen zprávou o atentátu na následníka trůnu Františka Ferdinanda d'Este.
- 1924 – V Mladé Boleslavi vypukl požár ve firmě Laurin & Klement, který zničil část výrobního areálu a přispěl k rozhodnutí zakladatelů firmu prodat strategickému investorovi.
- 1925 – Firma Laurin & Klement se stala součástí koncernu Škoda.
- 1948 – ČSSD byla i přes odpor 65 % svých členů sloučena s KSČ.
- 1950 – Proběhla poprava čtyř odsouzených z vykonstruovaného politického procesu se skupinou Milady Horákové – popravena byla Milada Horáková, Záviš Kalandra, Jan Buchal a Oldřich Pecl na dvoře věznice v Praze XIV-Nuslích na Pankráci.
- 1968 – V časopise Literární listy a třech denících vyšel manifest Dva tisíce slov.
- 2018 – Prezident Miloš Zeman jmenoval druhou vládu Andreje Babiše.

### Svět
- 1743 – Britové za podpory jednotek z Hannoverska a Hesenska porazili francouzskou armádu v bitvě u Dettingenu. Toto střetnutí bylo posledním, kdy britský panovník vedl osobně armádu do bitvy.
- 1844 – V Illinois byl zavražděn Joseph Smith, zakladatel mormonismu.
- 1967 – Byl uveden do provozu první bankomat.
- 1977 – Džibutsko získalo samostatnost na Francii.
- 1988 – Při železniční nehodě na Lyonském nádraží v Paříži zahynulo 56 osob a dalších 57 jich bylo zraněno.
- 1990 – Bělorusko vyhlásilo svoji svrchovanost.
- 1991 – Vypukla slovinská válka za nezávislost.
- 2024 – při železniční nehodě u Nových Zámků zahynulo 7 osob.

## Narození

### Česko

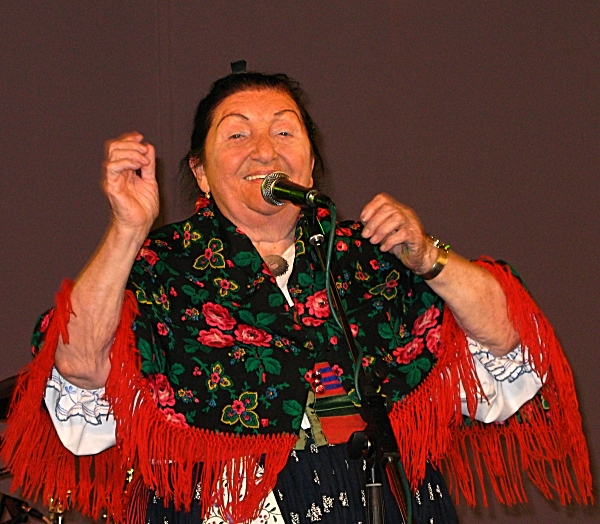
Jarmila Šuláková (1929–2017)

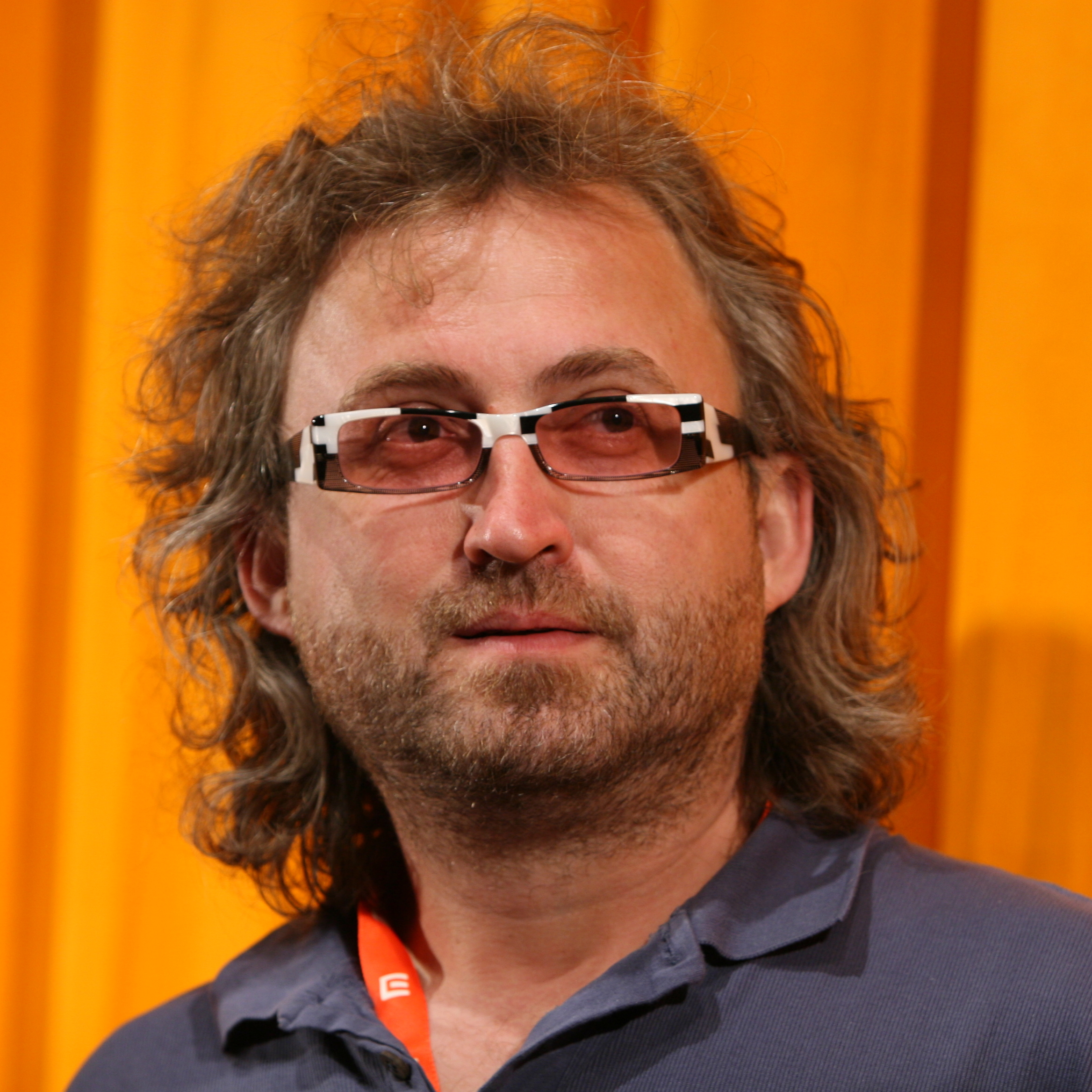
Jan Hřebejk (* 1967)

- 1728 – Karel Jan z Ditrichštejna, moravsko-rakouský šlechtic a kníže († 25. května 1808)
- 1745 – Jan Nepomuk Vent, houslista, hobojista a hudební skladatel († 3. července 1801)
- 1769 – Josef II. Schwarzenberg, šlechtic († 5. listopadu 1833)
- 1796 – František Petr Krejčí, biskup pražský a politik († 4. července 1870)
- 1828 – Pavel J. Šulc, český spisovatel a překladatel († 12. října 1897)
- 1833 – Karel Čížek, redaktor a poslanec Českého zemského sněmu († 21. ledna 1894)
- 1836 – František Josef Studnička, matematik († 21. února 1903)
- 1866 – Emil Navrátil, profesor elektrárenství a rektor ČVUT († 5. července 1928)
- 1888 – Josef Ladislav Erben, cestovatel, prospektor a spisovatel († 11. října 1958)
- 1891 – Adolf Novotný, evangelický teolog († 22. května 1968)
- 1892 – Jaroslav Krejčí, politik († 18. května 1956)
- 1899 – Ladislav Struna, český herec a malíř († 14. února 1980)
- 1905 – Bohuš Hradil, herec a režisér († 28. února 1984)
- 1910
  - Karel Reiner, hudební skladatel, klavírista a hudební publicista židovského původu († 17. října 1979)
  - Milada Ježková, česká herečka († 4. května 1994)
- 1912 – Karel Hladík, sochař († 27. dubna 1967)
- 1913 – Zdeňka Veřmiřovská, gymnastka († 13. května 1997)
- 1914
  - K. M. Walló, režisér, scenárista a spisovatel († 1. dubna 1990)
  - Zdeněk Mařatka, lékař – gastroenterolog († 24. března 2010)
- 1922 – Jiří Bradáček, sochař († 18. července 1984)
- 1929
  - Ljuba Klosová, divadelní historička († 24. října 2023)
  - Jarmila Šuláková, moravská zpěvačka lidových písní († 11. února 2017)
- 1930
  - Jiří Baumruk, československý basketbalista († 23. listopadu 1989)
  - Jan Červinka, český horolezec († 19. dubna 2025)
- 1932 – Bohuslav Ondráček, hudební skladatel, hudební dramaturg a producent († 7. června 1998)
- 1933 – Ivo Zajonc, československý zoolog a astronom († 26. června 2021)
- 1935 – Ladislav Fládr, český sochař, medailér a pedagog († 29. srpna 2007)
- 1939 – Dušan Klein, režisér († 9. ledna 2022)
- 1941 – Pavel Schenk, volejbalista
- 1945 – Ladislav Maria Wagner, malíř, grafik a sochař
- 1946 – Jiří Sozanský, český sochař, malíř, grafik
- 1955 – Michal Barda, házenkář
- 1956 – Ladislav Kyselák, český violista a pedagog († 15. listopadu 2012)
- 1957 – Alexandr Mitrofanov, český novinář ruského původu
- 1966 – Monika Načeva, zpěvačka
- 1967 – Jan Hřebejk, režisér
- 1970 – Petra Černošková, tenistka, trenérka a manažerka
- 1973 – Sabina Slonková, novinářka
- 1974 – Martin Svědík, fotbalový trenér
- 1976 – Ondřej Benešík, politik
- 1981 – Dasha, česká zpěvačka
- 1993 – Gabriela Gunčíková, česká zpěvačka

### Svět
)

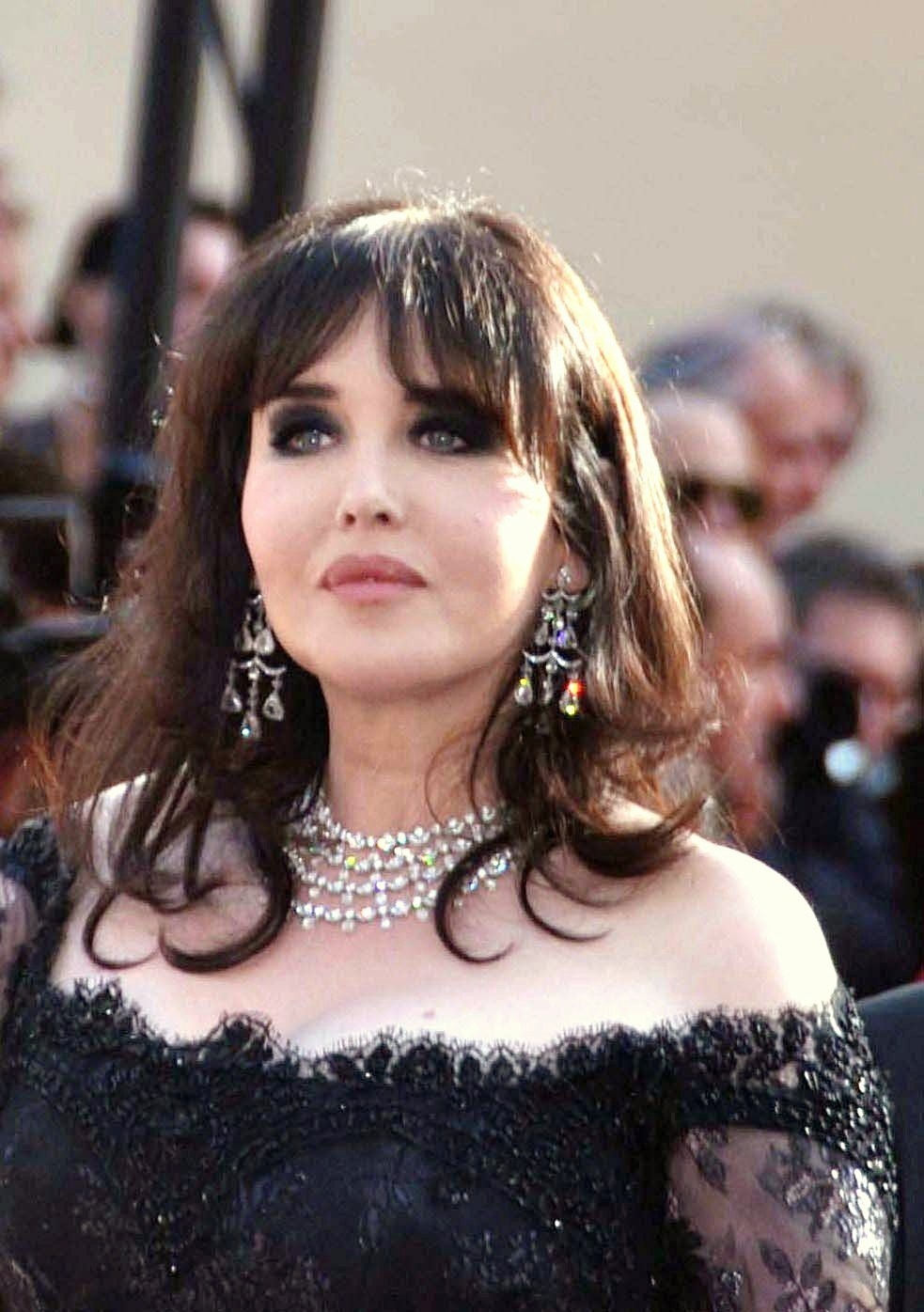
Isabelle Adjani (* 1955)

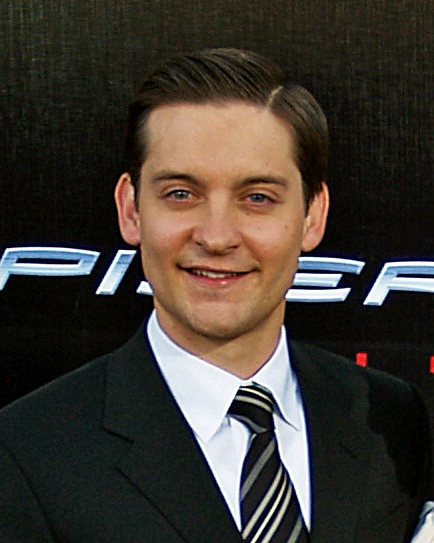
Tobey Maguire (* 1975)

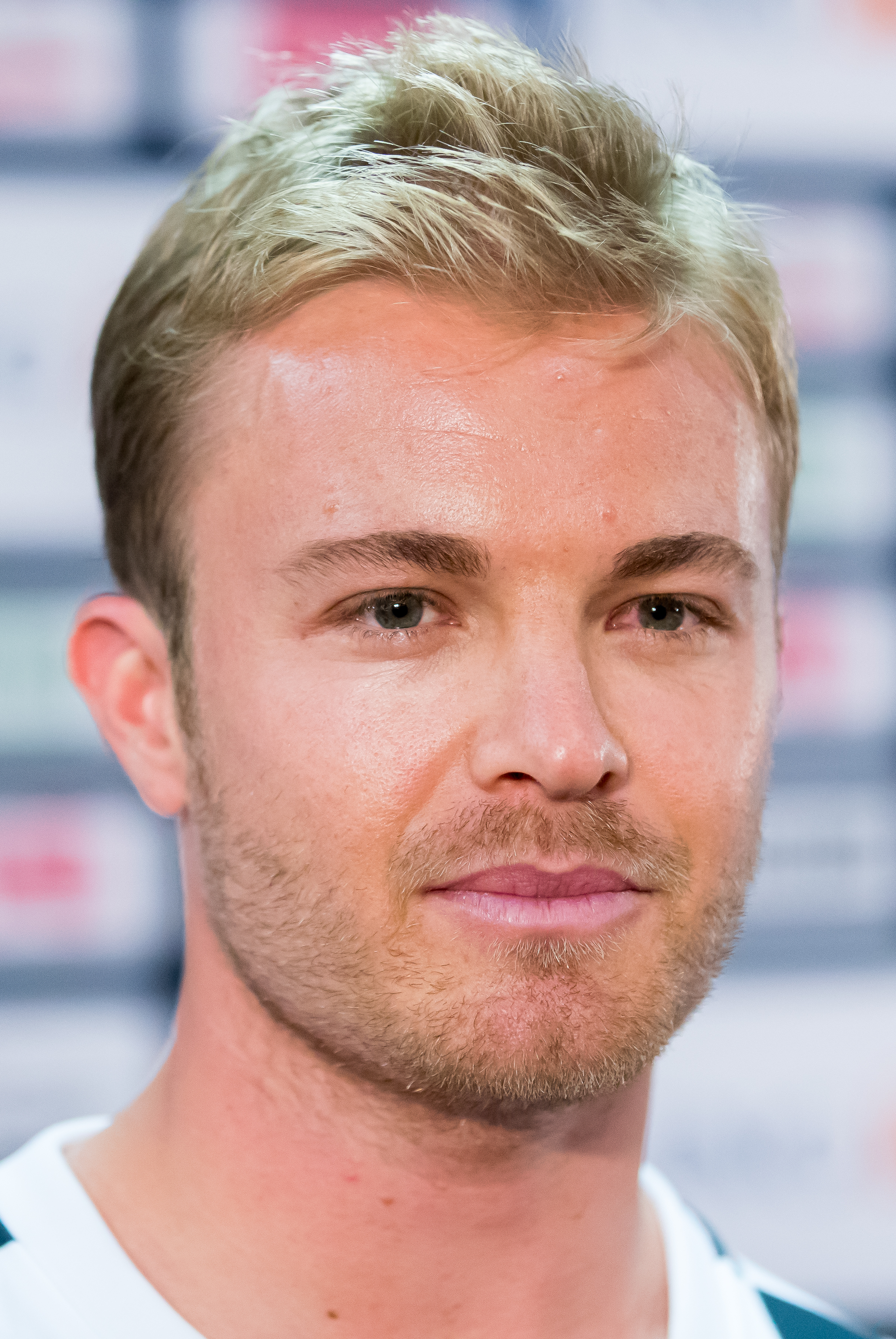
Nico Rosberg (* 1985)

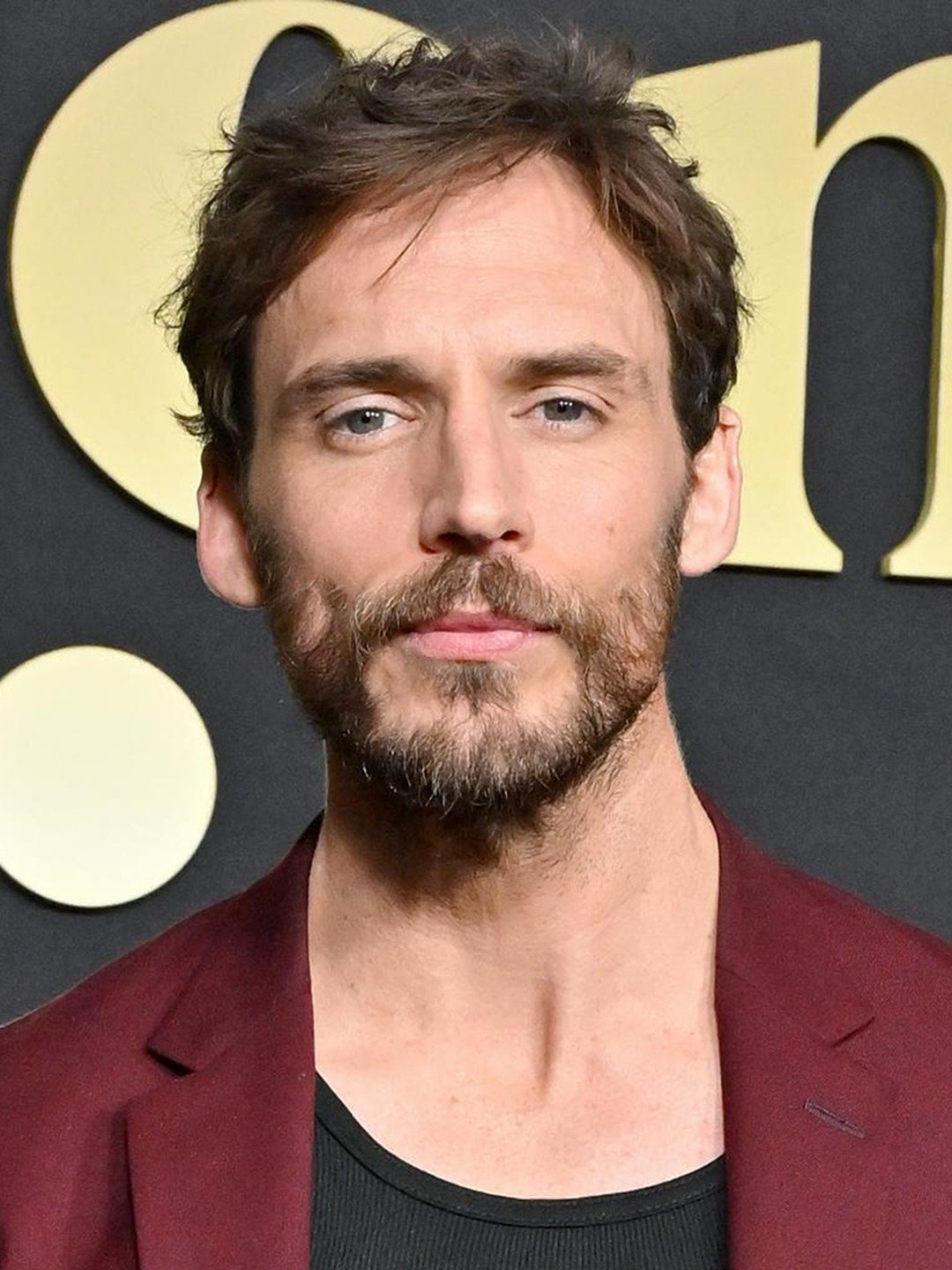
Sam Claflin (* 1986)

- 1040 – Ladislav I. Svatý, uherský král († 29. července 1095)
- 1350 – Manuel II. Palaiologos, byzantský císař († 1425)
- 1462 – Ludvík XII., francouzský král († 1515)
- 1507 – Jakobea z Badenu, bavorská vévodkyně († 16. listopadu 1580)
- 1550 – Karel IX. Francouzský, francouzský král († 30. května 1574)
- 1596 – Maxmilián z Ditrichštejna, rakouský šlechtic, státník a diplomat († 6. listopadu 1655)
- 1682 – Karel XII., švédský král († 30. listopadu 1718)
- 1716 – Luisa Diana Orleánská, francouzská princezna z Conti († 26. září 1736)
- 1767 – Alexis Bouvard, francouzský astronom († 7. června 1843)
- 1789 – Friedrich Silcher, německý hudební skladatel († 26. srpna 1860)
- 1806 – Augustus De Morgan, britský logik a matematik († 18. března 1871)
- 1816 – Friedrich Gottlob Keller, německý vynálezce († 8. září 1895)
- 1819 – Ernst Falkbeer, rakouský šachový mistr († 14. prosince 1885)
- 1832 – Đura Jakšić, srbský básník († 16. listopadu 1878)
- 1838
  - Paul Mauser, německý konstruktér zbraní († 29. května 1914)
  - John Fiot Lee Pearse Maclear, britský admirál († 17. července 1907)
- 1850
  - Jørgen Pedersen Gram, dánský matematik († 29. dubna 1916)
  - Ivan Vazov, bulharský buditel a spisovatel († 22. září 1921)
- 1863 – Henri Beau, kanadský malíř († 15. května 1949)
- 1869 – Emma Goldmanová, americká anarchistka a mírová aktivistka († 14. května 1940)
- 1880 – Helen Kellerová, americká spisovatelka († 1. června 1968)
- 1884 – Gaston Bachelard, francouzský filozof († 16. října 1962)
- 1891 – Vladimír Michajlovič Petljakov, sovětský letecký konstruktér († 12. ledna 1942)
- 1893
  - Toti Dal Monte, italská operní zpěvačka – soprán († 26. ledna 1975)
  - Roy Disney, spoluzakladatel společnosti The Walt Disney Company († 20. prosince 1971)
- 1894 – Dashiell Hammett, americký spisovatel († 10. ledna 1961)
- 1898 – Tibor Harsányi, maďarsko-francouzský hudební skladatel († 19. září 1954)
- 1899 – Juan Trippe, americký zakladatel letecké společnosti Pan American World Airways (Pan Am) († 3. dubna 1981)
- 1906 – Şehzade Mehmed Abdülkerim, osmanský princ a vnuk sultána Abdulhamida II. († 3. srpna 1935)
- 1908 – João Guimarães Rosa, brazilský spisovatel († 19. listopadu 1967)
- 1909 – Eduard Deisenhofer, německý válečník († 31. ledna 1945)
- 1913 – Philip Guston, americký malíř († 7. června 1980)
- 1922 – Ferdinand Vrba, slovenský tenista a tenisový trenér († 8. listopadu 1991)
- 1923
  - Beth Chatto, britská zahradnice († 13. května 2018)
  - Elmo Hope, americký jazzový pianista († 19. května 1967)
- 1925 – Michael Dummett, britský filozof († 27. prosince 2011)
- 1930 – Ross Perot, americký politik, podnikatel, miliardář a filantrop († 9. červenec 2019)
- 1931 – Martinus J. G. Veltman, nizozemský teoretický fyzik, nositel Nobelovy ceny za fyziku 1999 († 4. ledna 2021)
- 1936 – Tadanori Jokoo, japonský výtvarník
- 1937 – Joseph Allen, americký kosmonaut
- 1938 – Jonathan Riley-Smith, britský historik
- 1941
  - Krzysztof Kieślowski, filmový režisér († 13. března 1996)
  - Pavel Vilikovský, slovenský spisovatel, překladatel a publicista († 10. únor 2020)
- 1942
  - Karel Bartošík, britský zlatník a šperkař českého původu
  - Bruce Johnston, americký zpěvák a hudební skladatel, člen skupiny The Beach Boys
- 1945 – Joey Covington, americký bubeník († 4. června 2013)
- 1949 – Francis Xavier Kriengsak Kovithavanij, thajský kardinál
- 1951 – Mary McAleese, irská politička
- 1952 – Bogusław Linda, polský herec a režisér
- 1955
  - Isabelle Adjaniová, francouzská divadelní a filmová herečka a zpěvačka
  - Peter Lovšin, slovinský zpěvák populární hudby
- 1956 – Sultán bin Salmán, saúdskoarabský princ a kosmonaut
- 1957 – Gabriella Dorio, italská atletka
- 1966 – Aigars Kalvītis, lotyšský politik
- 1969 – Viktor Petrenko, ukrajinský krasobruslař
- 1970
  - John Eales, australský ragbista
  - Régine Cavagnoudová, francouzská alpská lyžařka († 31. října 2001)
- 1971 – Serginho, brazilský fotbalista
- 1976 – Cecil Mamiit, filipínský tenista
- 1977 – Raúl González, španělský fotbalista
- 1984 – Khloé Kardashian, americká herečka, modelka a televizní osobnost
- 1985
  - Nico Rosberg, německý pilot F1
  - Světlana Kuzněcovová, ruská tenistka
- 1986
  - LaShawn Merritt, americký atlet, sprinter
  - Sam Claflin, britský herec
- 1987 – Ed Westwick, anglický herec a hudebník
- 1989 – Matthew Lewis, britský herec
- 1990 – Roberts Bukarts, lotyšský lední hokejista
- 1996 – Lauren Jauregui, americká zpěvačka
- 1999 – Chandler Riggs, americký herec

## Úmrtí

### Česko

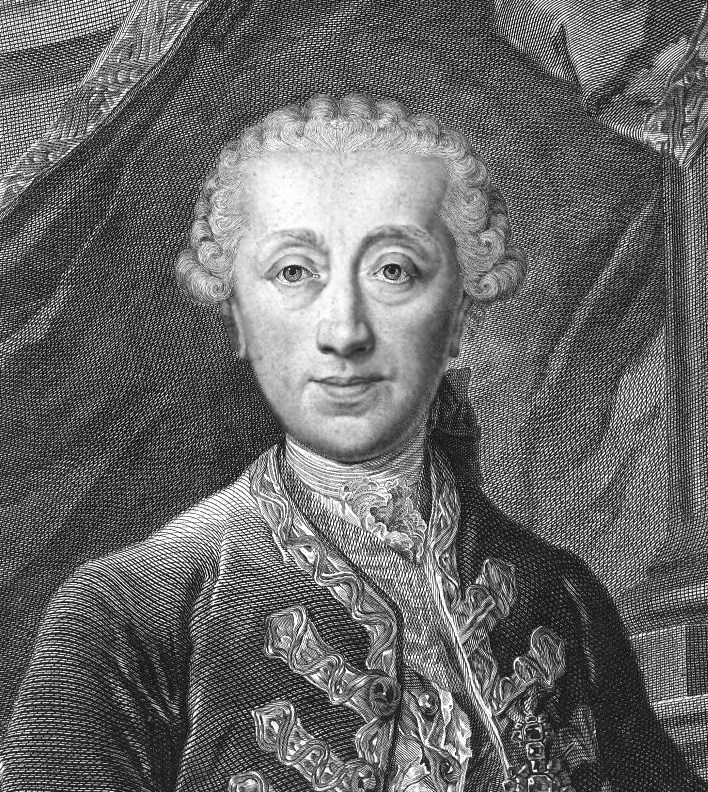
Václav Antonín Kounic († 1794)

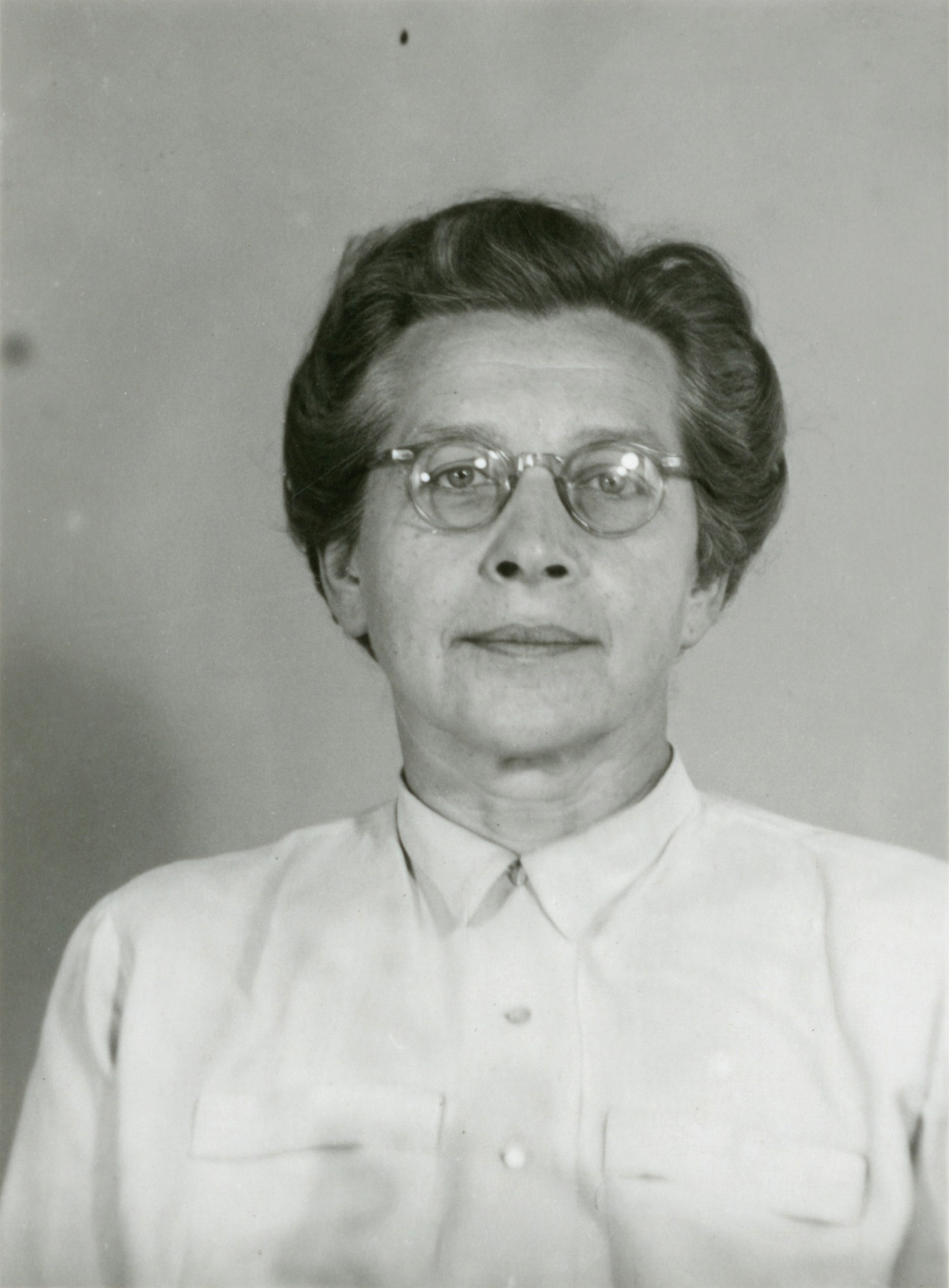
Milada Horáková († 1950)

- 1564 – Žofie Braniborská z Hohenzollernu, druhá žena Viléma z Rožmberka (* 14. prosince 1541)
- 1794 – Václav Antonín Kounic, šlechtic a diplomat (* 2. února 1711)
- 1834 – Jakub Jan Trautzl, kněz, varhaník, hudební skladatel, spisovatel a pedagog (* 22. února 1749)
- 1855 – František Adam Petřina, fyzik a matematik (* 24. prosince 1799)
- 1864 – Jan Váňa, objevitel uhlí na Kladensku (* 2. června 1811)
- 1870
  - Václav Čeněk Bendl-Stránický, kněz, básník, spisovatel a překladatel (* 24. října 1832)
  - Josef Pečírka, lékař, pedagog a spisovatel (* 11. října 1818)
- 1883 – Otakar Jedlička, spisovatel (* 22. prosince 1845)
- 1893 – Ondřej Boleslav Petr, slezský vlastenec, učitel, herec (* 8. února 1853)
- 1896 – Mamert Knapp, nakladatel a knihtiskař (* 9. května 1837)
- 1906 – Ladislav Rott, obchodník (* 5. června 1851)
- 1912 – Josef Anýž, politik a novinář (* 29. února 1852)
- 1925 – Rudolf Kuchynka, historik umění (* 13. ledna 1869)
- 1944
  - Milan Hodža, čs. předseda vlády (* 1. února 1878)
  - Věra Menčíková, československo-britská šachistka (* 16. února 1906)
  - Olga Menčíková, československá šachistka (* 16. února 1908)
- 1945 – Emil Hácha, prezident pomnichovské Československé republiky (* 12. července 1872)
- 1946 – Jan Rys-Rozsévač, český fašistický politik (* 1. listopadu 1901)
- 1950
  - Milada Horáková, právnička a politička (* 25. prosince 1901)
  - Záviš Kalandra, divadelní a literární kritik, historik a novinář (* 10. listopadu 1902)
  - Oldřich Pecl, právník, oběť komunistického teroru (* 14. září 1903)
  - Jan Buchal, oběť komunismu (* 30. května 1916)
- 1972 – Leopolda Dostalová, herečka (* 23. ledna 1879)
- 1979
  - Bohumír Fiala, lékař a spisovatel (* 6. srpna 1915)
  - Vladislav Klumpar, československý právník a politik, protektorátní ministr (* 9. srpna 1893)
- 1984 – Metoděj Habáň, kněz, filozof a spisovatel (* 11. září 1899)
- 1987 – František Šafránek, československý fotbalový reprezentant (* 2. ledna 1931)
- 1994 – Zdeňka Švabíková, herečka (* 28. června 1912)
- 2008 – Lenka Reinerová, spisovatelka (* 17. května 1916)
- 2024 – Alois Mikulka, výtvarník (* 13. srpna 1933)

### Svět

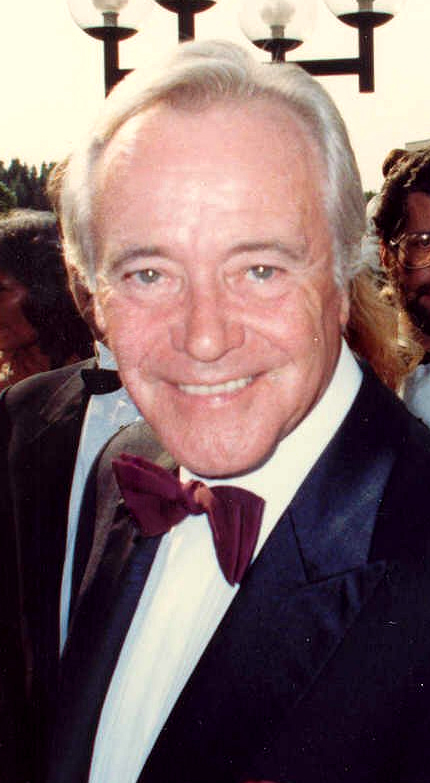
Jack Lemmon († 2001)

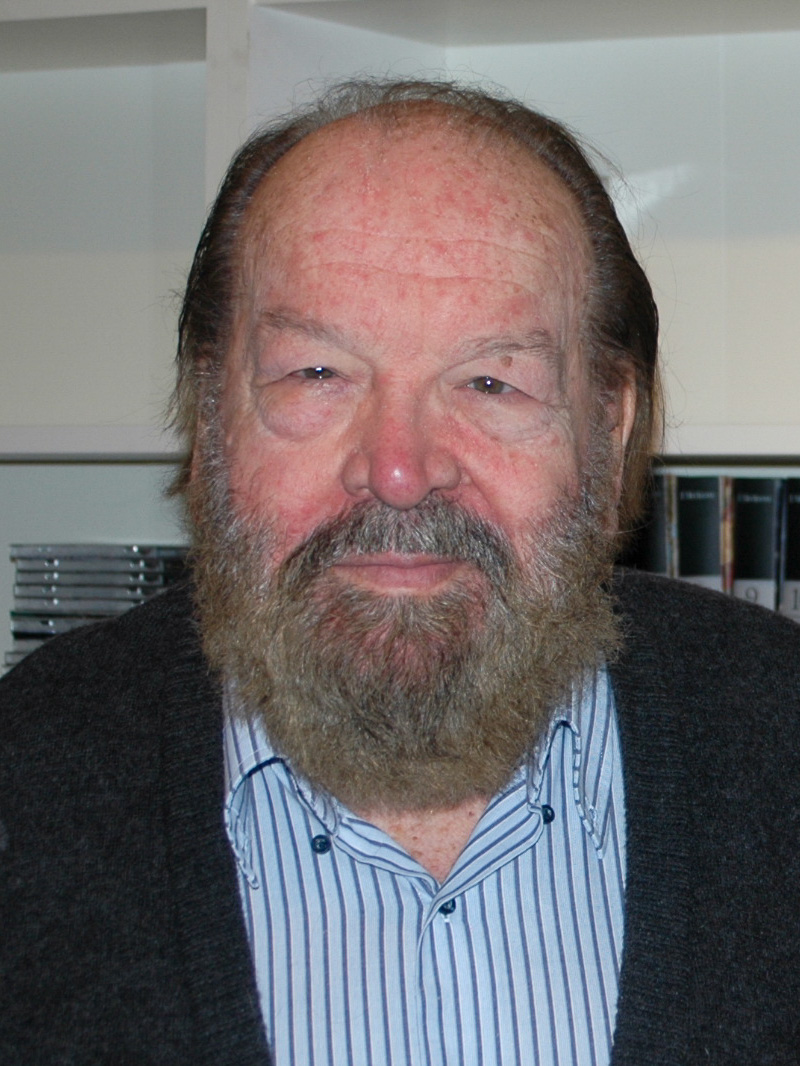
Bud Spencer († 2016)

- 0444 – Cyril Alexandrijský, církevní Otec a alexandrijský patriarcha (* 376)
- 1458 – Alfonso V. Aragonský, aragonský a neapolský král (* asi 1396)
- 1564 – Žofie Braniborská z Hohenzollernu, německá šlechtična (* 1541)
- 1574 – Giorgio Vasari, italský architekt a malíř, životopisec florentských umělců, jeden z prvních kunsthistoriků (* 1511)
- 1636 – Masamune Date, japonský daimjó (* 1567)
- 1611 – Bartholomeus Spranger, vlámský manýristický malíř (* 21. března 1546)
- 1654 – Johann Valentin Andreae, německý teolog, filosof a básník (* 1586)
- 1655 – Eleonora Gonzagová, manželka císaře Ferdinanda II. (* 1598)
- 1729 – Élisabeth Jacquet de La Guerre, francouzská hudební skladatelka a cembalistka (* 17. března 1665)
- 1757 – Christoph Hermann von Manstein, pruský generál (* 1. září 1711)
- 1794 – Václav Antonín Kounic, císařským diplomat, dvorský a státní kancléř (* 1711)
- 1823 – Pierre Antoine Delalande, francouzský přírodovědec a cestovatel (* 27. března 1787)
- 1831 – Sophie Germainová, francouzská matematička, fyzička a filosofka (* 1. dubna 1776)
- 1844 – Joseph Smith, americký zakladatel mormonské církve v USA (* 1805)
- 1848 – Denys Affre, francouzský arcibiskup (* 27. září 1793)
- 1876
  - Harriet Martineauová, anglická spisovatelka a socioložka (* 12. června 1802)
  - Christian Gottfried Ehrenberg, německý přírodovědec (* 1795)
- 1894 – Pierre Eliyya Abo-Alyonan, patriarcha chaldejské katolické církve (* 1840)
- 1901 – Joseph Ladue, zlatokop, obchodník a zakladatel města Dawson (* 28. července 1855)
- 1905 – Harold Mahony, irský tenista (* 13. února 1867)
- 1913 – Şehzade Mahmud Necmeddin, osmanský princ a syn sultána Mehmeda V. (* 23. června 1878)
- 1916 – Ștefan Luchian, rumunský malíř (* 1. února 1868)
- 1917 – Dragutin Dimitrijević, srbský vůdce nacionalistické skupiny Černá ruka (* 17. srpna 1876)
- 1918 – Joséphin Péladan, francouzský dekadentní spisovatel a básník (* 28. března 1859)
- 1919 – Karl Emil Ståhlberg, finský fotograf a filmový producent (* 30. listopadu 1862)
- 1930 – Kakuca Čolokašvili, gruzínský šlechtic a voják (* 14. července 1888)
- 1933 – Nikolaj Smirnov, sovětský spisovatel (* 15. března 1890)
- 1944 – Milan Hodža, slovenský agrárník a předseda vlády ČSR (* 1. února 1878)
- 1952 – Max Dehn, německý matematik (* 13. listopadu 1878)
- 1954 – Maximilian von Weichs ,německý polní maršál (* 12. listopadu 1881)
- 1955 – Martin A. Hansen, dánský prozaik (* 20. srpna 1909)
- 1956 – Pinchas Kohen, izraelský agronom a vychovatel (* 24. září 1886)
- 1957 – Hermann Buhl, rakouský horolezec (* 21. září 1924)
- 1960
  - Sima Pandurović, srbský básník (* 14. ledna 1883)
  - Lottie Dodová, pětinásobná wimbledonská vítězka (* 24. září 1871)
- 1970 – Daniel Kinsey, americký olympijský vítěz v běhu na 110 metrů překážek z roku 1924 (* 22. ledna 1902)
- 1973 – Ida Mettová, ruská anarchistická spisovatelka (* 20. července 1901)
- 1974 – Charles Fenno Jacobs, americký fotograf (* 14. prosince 1904)
- 1975 – Robert Stolz, rakouský hudební skladatel a dirigent (* 25. srpna 1880)
- 1980 – Walter Dornberger, velitel vývoje raketových zbraní nacistického Německa (* 6. září 1895)
- 1988 – Frank Zamboni, americký vynálezce (* 16. ledna 1901)
- 1989 – Alfred Jules Ayer, anglický filozof (* 29. října 1910)
- 1995 – Eino Friberg, americký překladatel finského původu (* 10. května 1901)
- 1999 – Georgios Papadopulos, diktátor Řecka (* 5. května 1919)
- 2001
  - Jack Lemmon, americký herec a režisér (* 8. února 1925)
  - Tove Janssonová, finská spisovatelka (* 9. srpna 1914)
- 2002 – John Entwistle, britský baskytarista (* 9. října 1944)
- 2004 – George Patton IV, generálmajor armády Spojených států (* 24. prosince 1923)
- 2013 – Alain Mimoun, alžírský olympijský vítěz v maratonu (* 1. ledna 1921)
- 2014 – Bobby Womack, americký zpěvák (* 4. března 1944)
- 2015 – Boris Šilkov, sovětský rychlobruslař, olympijský vítěz (* 28. června 1927)
- 2016 – Bud Spencer, italský herec (* 31. října 1929)
- 2017 – Michael Nyqvist, švédský herec a spisovatel (* 8. listopadu 1960)

## Svátky

### Česko
- Významný den: Den památky obětí komunistického režimu
- Ladislav, Ladislava
- Samson

### Svět
- Světový den rybářství
- Den mikro-, malého a středního podnikání
- Džibuti – Státní svátek

## Pranostiky

### Česko
- Jaké počasí na svatého Ladislava, takové jest po sedm neděl.
- Jaké počasí na Ladislava bývá, takové se příštích sedm neděl skrývá.
- Jaké počasí se na Ladislava objevuje, takové se sedm neděl ukazuje.
- Prší-li na Ladislava, déšť po sedm neděl trvá.
- Pro déšť na den Ladislava dlouhým mokrem bolí hlava.
- Prší-li na svatého Ladislava, déšť dlouho přetrvá.

| 27. červen v pražském KlementinuÚdaje jsou platné k 8. 7. 2025. | 27. červen v pražském KlementinuÚdaje jsou platné k 8. 7. 2025. | 27. červen v pražském KlementinuÚdaje jsou platné k 8. 7. 2025. |
| minimum                                                         | denní průměr                                                    | maximum                                                         |
| --------------------------------------------------------------- | --------------------------------------------------------------- | --------------------------------------------------------------- |
| 7,4 °C (1923)                                                   | 20,0 °C (od 1961)                                               | 37,2 °C (1935)                                                  |